# Jorge Couto
Jorge António Pinto do Couto (Santa Maria da Feira, 1º luglio 1970) è un ex calciatore portoghese, di ruolo attaccante, tecnico ad interim del Boavista.

## Carriera

### Club
Ha sempre giocato nel campionato portoghese, vincendolo 6 volte.

### Nazionale
Nel 1989 vince il campionato mondiale Under-20. Con la Nazionale maggiore ha collezionato 6 presenze.

## Statistiche

### Presenze e reti in Nazionale
| Cronologia completa delle presenze e delle reti in nazionale ― Portogallo | Cronologia completa delle presenze e delle reti in nazionale ― Portogallo | Cronologia completa delle presenze e delle reti in nazionale ― Portogallo | Cronologia completa delle presenze e delle reti in nazionale ― Portogallo | Cronologia completa delle presenze e delle reti in nazionale ― Portogallo | Cronologia completa delle presenze e delle reti in nazionale ― Portogallo | Cronologia completa delle presenze e delle reti in nazionale ― Portogallo | Cronologia completa delle presenze e delle reti in nazionale ― Portogallo |
| Data                                                                      | Città                                                                     | In casa                                                                   | Risultato                                                                 | Ospiti                                                                    | Competizione                                                              | Reti                                                                      | Note                                                                      |
| ------------------------------------------------------------------------- | ------------------------------------------------------------------------- | ------------------------------------------------------------------------- | ------------------------------------------------------------------------- | ------------------------------------------------------------------------- | ------------------------------------------------------------------------- | ------------------------------------------------------------------------- | ------------------------------------------------------------------------- |
| 19-12-1990                                                                | Maia                                                                      | Portogallo                                                                | 1 – 0                                                                     | Stati Uniti                                                               | Amichevole                                                                | -                                                                         |                                                                           |
| 3-6-1992                                                                  | Chicago                                                                   | Stati Uniti                                                               | 1 – 0                                                                     | Portogallo                                                                | Amichevole                                                                | -                                                                         |                                                                           |
| 7-6-1992                                                                  | Foxborough                                                                | Portogallo                                                                | 0 – 2                                                                     | Irlanda                                                                   | Amichevole                                                                | -                                                                         |                                                                           |
| 11-11-1992                                                                | Saint-Ouen                                                                | Portogallo                                                                | 2 – 1                                                                     | Bulgaria                                                                  | Amichevole                                                                | -                                                                         |                                                                           |
| 20-4-1994                                                                 | Oslo                                                                      | Norvegia                                                                  | 0 – 0                                                                     | Portogallo                                                                | Amichevole                                                                | -                                                                         |                                                                           |
| 18-11-1998                                                                | Setúbal                                                                   | Portogallo                                                                | 2 – 0                                                                     | Israele                                                                   | Amichevole                                                                | -                                                                         |                                                                           |
| Totale                                                                    |                                                                           | Presenze                                                                  | 6                                                                         |                                                                           | Reti                                                                      | 0                                                                         |                                                                           |

## Palmarès

### Club
- Campionato portoghese: 6

Porto: 1989-1990, 1991-1992, 1992-1993, 1994-1995, 1995-1996
Boavista: 2000-2001
- Coppa del Portogallo: 3

Porto: 1990-1991, 1993-1994
Boavista: 1996-1997
- Supercoppa di Portogallo: 4

Porto: 1990, 1991, 1993, 1994
Boavista: 1997

### Nazionale
- Campionato mondiale Under-20: 1

Arabia Saudita 1989